# ام‌وی پرستیژ
ام‌وی پرستیژ (به انگلیسی: MV Prestige) یک کشتی بود که طول آن ۲۴۳ متر (۷۹۷ فوت) بود. این کشتی در سال ۱۹۷۶ ساخته شد.